# Reigate Castle

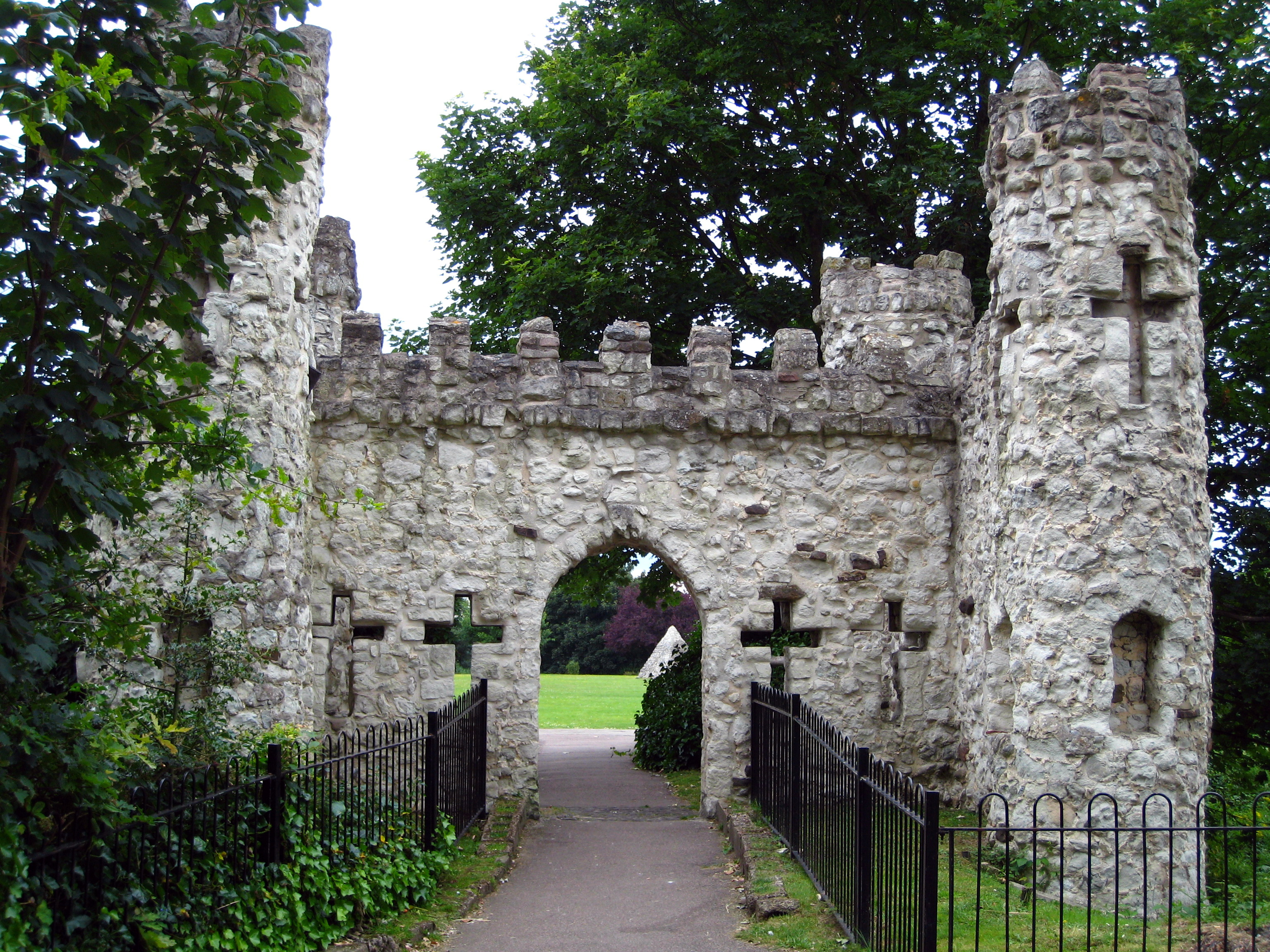
Reigate Castle

Reigate Castle ist eine Burgruine in Reigate in der englischen Grafschaft Surrey.

## Geschichte
König Wilhelm der Eroberer verlehnte das Land um Reigate an einen seiner Unterstützer, William de Warenne, der 1088 zum Earl of Surrey ernannt wurde. Man denkt, dass sein Sohn, William de Warenne, 2. Earl of Surrey, den Bau von Reigate Castle anordnete, auch wenn die De Warennes ihren südlichen Sitz in Lewes in Sussex hatten und zusätzlich Burgen in Yorkshire und in der Normandie. Um 1150 ordneten die De Warennes den Bau einer Stadt unterhalb der Burg an. Diese Siedlung war die Keimzelle der heutigen Stadt Reigate. Der Ursprung des Namens “Reigate” ist nicht sicher, scheint aber von „Roe-deer Gate“ zu kommen, da die Siedlung in der Nähe des Eingangs zum Rehpark der De Warennes lag.
1216 war Reigate Castle eine von vielen Burgen, die die Franzosen im südlichen England einnahmen; auch Chichester Castle gehörte beispielsweise dazu. 1347 wurde die Burg Eigentum der Familie FitzAlan, der Earls of Arundel. Ab 1397 gehörte Reigate Castle einer Reihe von Herren der Grundherrschaft Reigate, z. B. auch der einflussreichen Familie Howard. Sie war bis ins 16. Jahrhundert bewohnt und verfiel dann. 1648 wurde sie, nachdem sie im englischen Bürgerkrieg Gefolgsleuten der royalistischen Sache als Garnison gedient hatte, zerstört.

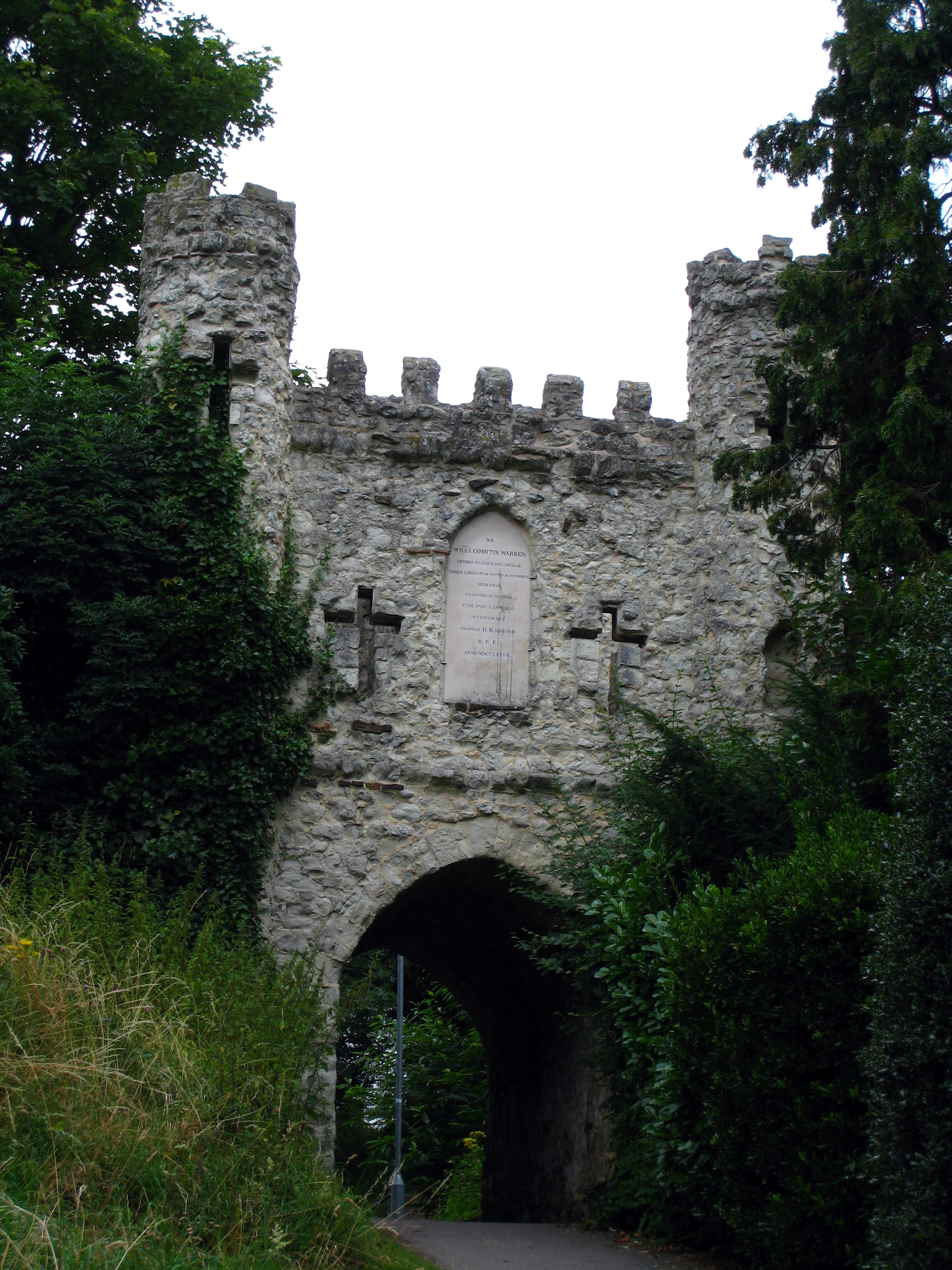
Seitenansicht von Reigate Castle

1777 wurde ein nachgemachtes, mittelalterliches Tor über den Ruinen der ursprünglichen Burg errichtet. Eine Inschrift auf der Seite des Tores, auf der einen Seite in Latein und auf der anderen in Englisch, lautet:

„Um die Erinnerung an William, Earl Warren, der in alten Tagen hier wohnte und ein loyaler Verfechter unserer Freiheiten war, vor der Auslöschung, wie seine Burg im Laufe der Zeiten, zu retten, errichtete Richard Barnes auf eigene Kosten dieses Tor im Jahre 1777.“

Keines der ursprünglichen Burggebäude ist bis heute erhalten, mit Ausnahme der Barons' Cave.
Sonst weiß man nicht viel über die Burg, an der bisher nie Ausgrabungen im größeren Stil durchgeführt wurden. Eine örtliche Legende weiß zu berichten, dass vor Unterzeichnung der Magna Carta sich die rebellischen Barone zur Ausarbeitung der Details des Dokumentes in dem weitläufigen Keller unter der Burg getroffen hätten. Für diese Geschichte gibt es allerdings keine Beweise.

## Heute

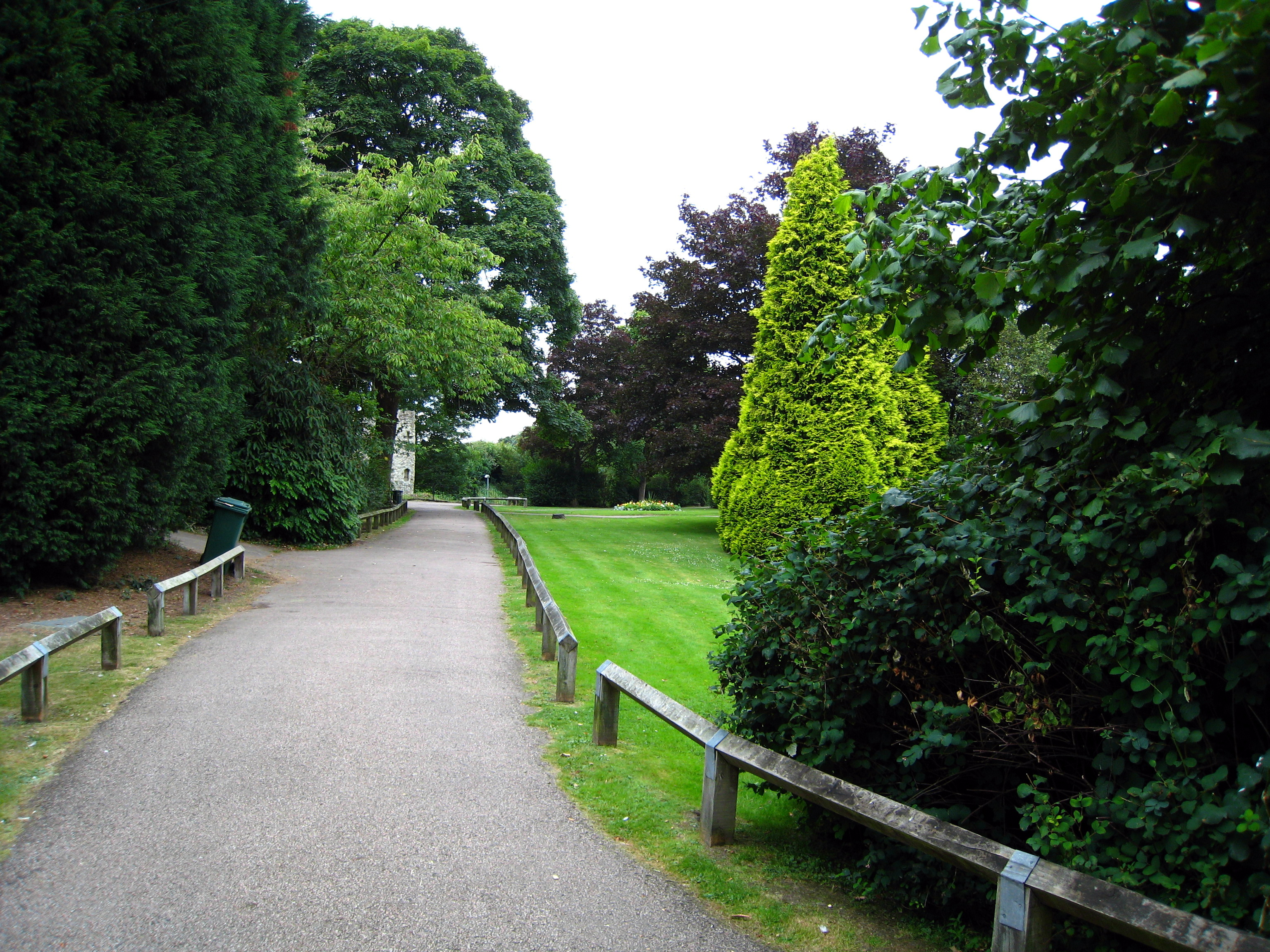
Burggelände von Reigate

Der Reigate Castle Tunnel verläuft unter dem Gelände von Reigate Castle und wurde 1823 gebaut. Es soll Europas erster Straßentunnel gewesen sein, wird aber heute nur noch für Fußgänger genutzt.
Das Burggelände ist heute ein öffentlich zugänglicher Park.

### Keller
Touren durch die Barons' Cave und die Tunnel Road Cave finden jeden zweiten Samstag im Monat von Mai bis September statt.